# Catullus

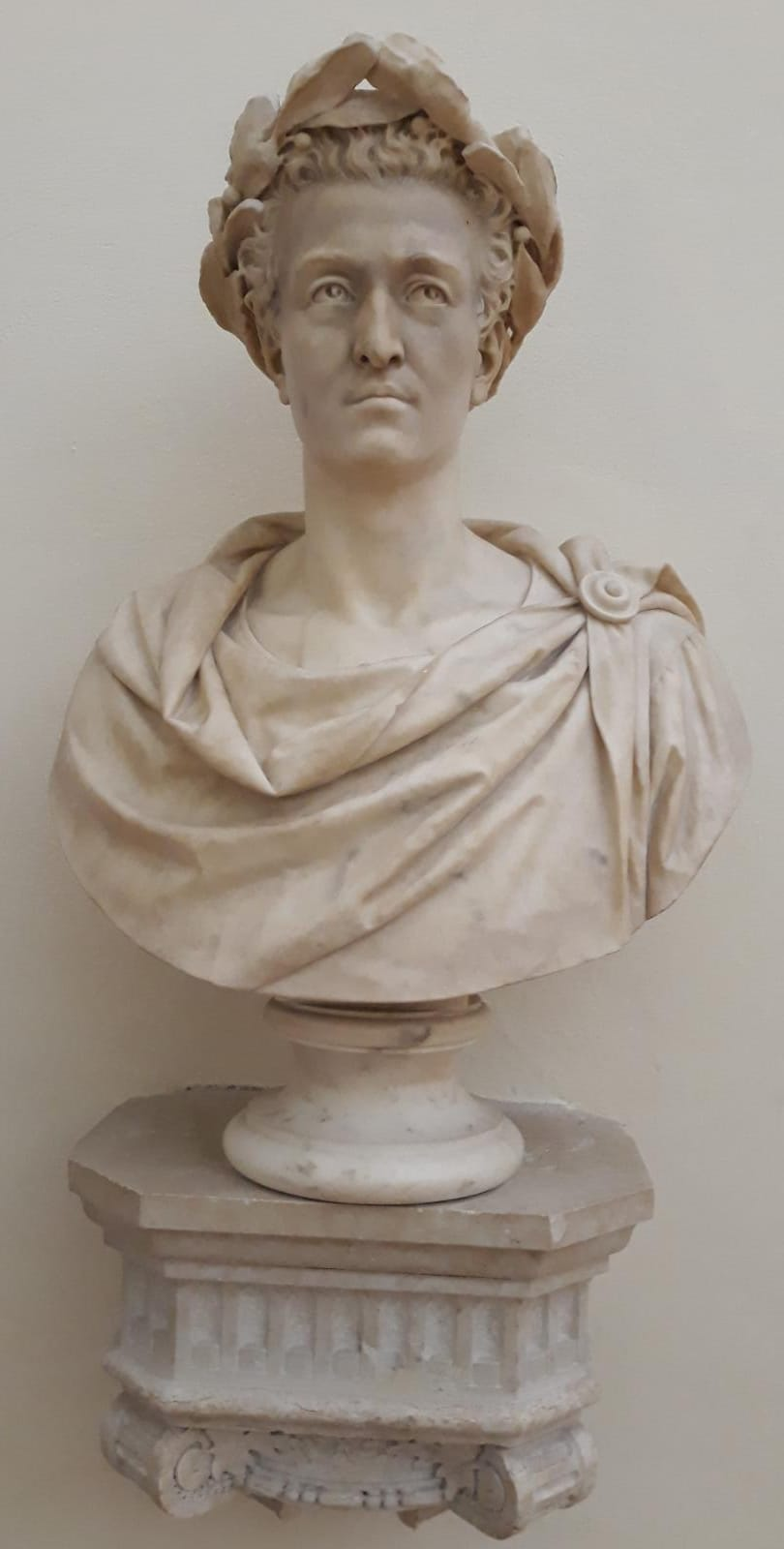
Byst föreställande Catullus.

Gaius Valerius Catullus, född 84 f.Kr. i Verona, död 54 f.Kr. i Rom, var en romersk poet. Hans poetiska uttryck för kärlek och hat räknas till romarrikets främsta poesi. I tjugofem av sina dikter behandlar han sin kärlek till Lesbia. I andra dikter ger han uttryck för hat mot bland andra Julius Caesar.

## Liv
Catullus föddes i en rik familj i Verona. Han kom helt ung till Rom för att studera och blev där upptagen i en krets av snillrika och framstående män av Valerius Catos skola, såsom skalderna Licinius Calvus och Helvius Cinna, talaren Hortensius och historieskrivaren Cornelius Nepos. Han ägde en lantgård på halvön Sirmio, i Lacus Benacus (Gardasjön), och en vid Tibur. Catullus tjänstgjorde även som officer i den romerska armén i Bithynien under Memmius befäl.
En gång företog han en resa till Mindre Asien, men för övrigt tillbringade han hela sin levnad i Rom, där han förde ett glatt och njutningsrikt liv.

## Eftermäle
Asteroiden 11965 Catullus är uppkallad efter honom.

## Poesi
Från slutet av 100-talet ingick inte Catullus poesi bland standardverken i skolan och gick därför förlorad. Kring år 1300 fann man ett manuskript som kopierades två gånger och sedan gick förlorat. Av de två kopiorna försvann en efter att ha kopierats två gånger. Utifrån de tre avskrifter som fanns kvar har man rekonstruerat Catullus poesi. Det finns därför inga garantier för att de dikter som tillskrivs Catullus verkligen skrevs av honom. Den textmassa som finns kan vara ofullständig och behöver inte nödvändigtvis avspegla originalförfattarens avsikter.
Catullus trädde i de grekiska skaldernas fotspår, men i sina flesta och bästa stycken i självständig romersk anda och med stor behärskning av formen. Vi har i behåll etthundrasexton stycken, dels efterbildningar efter grekiskan, såsom bröllopskväden, ett i grekisk stil, väl efter Sapfo (omkring 62), en romersk tillfällighetsdikt (c. 61) samt epyllier i den alexandrinska skolans smak (Epithalamium Pelei et Thetidos med flera), elegier och så vidare, dels erotiska sånger och tillfällighetsdikter. Åtskilliga stycken är riktade mot personer, som genom föraktligt uppförande ådragit sig skaldens misshag. Catullus angrep till och med Julius Caesar - huvudsakligen därför att denne gynnade en viss Mamurra, men försonades sedan med honom. Flera av Catullus dikter var frispråkiga, ofta med starka homosexuella anspelningar, vilket gjorde att dessa inte översatts förrän i modern tid.
Catullus var den förste i rad romerska poeter som använde sig av en mer personlig stil, influerad av grekiska förebilder. Delar av den poesi som skrevs av Vergilius, Tibullus, Propertius, Horatius och Ovidius är influerad av Catullus.